# واراکاگودا
واراکاگودا (به لاتین: Warakagoda) یک منطقهٔ مسکونی در سری‌لانکا است که در استان غربی، سری‌لانکا واقع شده‌است.